# 今村慶満
今村 慶満（いまむら よしみつ）は、戦国時代の武将。細川氏の家臣で、三好氏の与力となった。今村政次の兄。

## 生涯
永正2年（1505年）、今村浄久の子として生まれる。
今村氏は渋谷越を中心とした流通に基盤を置き、天文から永禄年間（1532年 - 1570年）にかけて活動した。弟の政次は山科から渋谷越を通り洛中に至る経路について塩や塩合物を中心に扱っていた問屋で、一帯の通行に特権を有していたとみられる。
今谷明の1980年代の研究において、慶満は三好一族や松永氏を除けば三好政権中の最も有力な被官であったと評価されていた。しかし、近年になって、今村慶満や津田経長、小泉秀清らが細川国慶・氏綱の被官として京都支配に関わっていたことが明らかとなり、三好長慶の台頭後も、慶満らが細川氏綱の被官であったことが判明した。
永正の錯乱以来の細川氏の内紛の中、慶満は天文2年（1533年）時点で細川国慶の被官となっており、弟・政次は細川晴元の被官で波多野秀忠の与力という立場を得ていた。元々細川高国方だった父・浄久は政次に家督を譲り、晴元政権下で柳原の代官として活動していたが、天文14年（1545年）、国慶に協力したためか「成敗」された（ただし、天文20年（1551年）頃まで浄久の活動がみられる）。天文15年（1546年）に国慶が京都に入った際は、政次も国慶方に転じた。
翌天文16年（1547年）に国慶が戦死すると慶満は氏綱の被官となり、三好長慶に与力として付けられた。天文19年（1550年）、慶満は、小泉秀清と共に細川晴元方の軍勢と戦い、天文22年（1553年）、山科や粟田口周辺で六角氏の軍勢を撃退し、足利義輝方の松田監物や礒谷氏らの籠城する東山霊山城を陥落させた（東山霊山城の戦い）。永禄2年（1559年）に三好氏の軍勢が大和に侵攻した際は、長慶とともに東大寺に禁制を発給し、翌永禄3年（1560年）、結城忠正とともに沢城（大和国宇陀郡）の開城交渉に当たった。その後、長慶の重臣である松永久秀の取次を務め、久秀による大和支配にも関わっている。
慶満は各地の押領を行い、特に「汁谷口」（渋谷口）を含むと思われる内蔵寮率分関を押領したことが有名である。さらに東寺領の柳原・西九条の散所や声聞師村との関連が窺われ、被差別民に対して何らかの権益を保持していたと思われる。今村氏は京都の南東に拠点を有していたが、今村弥七（後の浄久）は法性寺・東福寺と密接な関係を持ち、後に法性寺から柳原に拠点を移して勢力を伸ばしたことが確認されている。また、渋谷越とさほど離れていず、大和大路を押さえる位置に、今村城という城郭を有していたとされ、また渋谷越付近にある阿弥陀ヶ峰城を使用した可能性もある。
永禄5年（1562年）には畠山氏への対抗のために勝竜寺城に入ったが死去。子の源介一慶（天文11年（1542年）生まれ）は『兼右卿記』天文22年（1553年）12月26日条に「芥河城為人質預遣了」とあり、三好氏の人質となっていたことがわかる。永禄9年（1566年）頃に消息不明となり、慶政と名を改めた政次が、慶満の系統ともども今村家を継いだものとみられる。なお、「乃美文書」内の大西覚用・高森某が吉川元春・小早川隆景・福原貞俊・口羽通良に宛てた連署状に「今村紀伊守」が見え、「御上洛之儀」について相談していたという。